# Victoria Park (Leamington Spa)
Pour les articles homonymes, voir Victoria Park.
Victoria Park est un parc public dans Leamington Spa, Warwickshire, Angleterre. Il est situé à environ 800 m à l'ouest du centre-ville et se trouve sur la rive sud de la River Leam. La superficie totale du parc tel qu'il se présente aujourd'hui est de 18.5 acres.

## Histoire & fonctionnalités
Jusque dans les années 1830, le parc n'était qu'une partie des terres agricoles en bordure de la ville thermale en pleine croissance. C'est à cette époque que l'une des familles de propriétaires fonciers locaux, les Wille, a commencé à organiser des compétitions de tir à l'arc sur le terrain. Au milieu du dix-neuvième siècle, le club de cricket de Leamington y a établi leur première maison et dans les années 1860, le New Riverside Walk a été ouvert. Le parc a été largement aménagé et repensé en 1899 pour célébrer le jubilé de diamant de la reine Victoria. Avant que le Royal Show ne déménage à Stoneleigh Park, l'un de ses sites était Victoria Park.
Les boulingrins sont parmi les meilleurs d'Angleterre, accueillant chaque année les championnats anglais de bowling masculin et féminin ainsi que les championnats du monde de bowling féminin en 1996 et 2004,. Les terrains de boules accueilleront l'événement de boulingrin aux Jeux du Commonwealth de 2022. La plupart des courts de tennis municipaux de Leamington sont situés dans le parc (d'autres sont situés en haut de Parade) ainsi que de vastes aires de jeux pour enfants, un skate park et un café. Le parc a été choisi pour accueillir la Coupe d'Europe de marche 2007.